# イーゴリ・ジューコフ
イーゴリ・ミハイロヴィチ・ジューコフ（ロシア語: И́горь Миха́йлович Жу́ков, ラテン文字転写: Igor Mikhailovich Zhukov、1936年8月31日 - 2018年1月26日）は、ソビエト連邦、ロシアのピアニスト、指揮者、レコーディング・エンジニア。

## 経歴
ニジニ・ノヴゴロドに生まれるが、翌年、家族に連れられモスクワに移る。4年後に、第二次世界大戦中の戦乱を避けてキーロフ（ヴャートカ）に疎開せざるを得なくなる。戦後にモスクワへ戻り、1955年よりモスクワ音楽院に学ぶ。当初はエミール・ギレリスに、その後ゲンリフ・ネイガウスに師事した。パリのロン＝ティボー国際コンクールで第2位に入賞した後、1960年に音楽院を卒業する。 
ジューコフは、数多くの録音を発表しており、中でも2度にわたるスクリャービンのピアノ・ソナタ全集は名高い。録音技術そのものにも情熱を持って関心を寄せており、「私は録音技師のなかで最高のピアニストなのであり、ピアニストのなかで最高の録音技師なのだ」と発言したことがある。
ピアニストとしての活動以外では、モスクワ室内管弦楽団を率いて、1994年に引退するまで指揮者として活動した。また室内楽奏者としては、ヴァイオリニストのグリゴリー・フェイギンやチェリストのヴァレンティン・フェイギンとともに、1963年にジューコフ・ピアノ三重奏団を結成し、1980年まで古今の幅広いレパートリーによって演奏・録音に取り組んだ。